# Mazur (czasopismo)
Mazur – czasopismo ruchu polskiego na Mazurach w Prusach Wschodnich, następca „Gazety Ludowej” i „Gońca Mazurskiego”.

## Historia
Powstało w 1906 r. staraniem Komitetu Mazurskiego (wśród założycieli był Bogumił Labusz), wydawane w Szczytnie. Nakład początkowo wynosił 500 egzemplarzy, potem wzrósł do około 2000 w 1914 r. W 1911 w powiecie szczycieńskim było 705 abonentów. Pierwszym redaktorem został Polak Stanisław Zieliński. Charakterem nawiązywało do „Gazety Ludowej” i Gustawa Gizewiusza, utożsamiają język z narodowością: „Mazurzy to Polacy po pochodzeniu i po języku”, „Prędzej na Mazurach lepiej się nie stanie, aż każdy Mazur śmiało przyznawać się będzie, że Polak i to Polak ewangelickiego wyznania jako jego brać ewangelicka w Warszawie, na Śląsku, w Galicji”. Nie akcentowano zbytnio kwestii ekonomicznych. W czerwcu 1907 r. redaktorem został Hermann Falkenberg, który kierował pismem do grudnia 1907 r. Zmienił profil pisma, ostro sprzeciwiając się propolskiej agitacji. Kolejna zmiana w czasopiśmie zaszła, gdy redaktorem został Kazimierz Jaroszyk (aż do I wojny światowej). Jaroszyk bronił polski język Mazurów i występował przeciw pruskiej propagandzie, publikował ówczesne utwory pisarzy polskich, podkreślał wkład Polaków w dorobek kultury europejskiej, głosił jedność Mazurów z Polakami wszystkich zaborów.

## Mazur Sembrzyckiego
„Mazur” – polski tygodnik okazujący się w Ostródzie od stycznia do grudnia 1884 r., był realizacją idei Wojciecha Kętrzyńskiego sprzed dziesięciu lat o polskim piśmie dla Mazurów; tygodnik miał objętość 4 stron tłoczonych gotykiem i ukazywał się w środy. Redaktorem pisma Mazur (tygodnik) był Jan Karol Sembrzycki, mieszkający w Tylży. W ciągu roku redakcji Sembrzyckiego wyszło 49 numerów, ostatni 19 listopada 1884 (numer pięćdziesiąty redagował nestor działaczy mazurskich Marcin Gerss). Na łamach tygodnika miał miejsce debiut poety ludowego Michała Kajki, zaangażowanego w akcję rozpowszechniania polskich książek na Mazurach. Pismo to miało jednoznacznie propolski charakter. Zamieszczano w nim wiadomości z etnicznie polskich terenów, publikowano polskich pisarzy oraz mazurskich poetów. Na łamach mazura debiutowali: Bendziułł, Dondera, Kajka Kwas (Quass) i Raffalski. Ukazywało się ono d 14 listopada 1883 r. do 1884. Na łamach tego tygodnika sporo miejsca poświęcano akcji w obronie języka polskiego. Prenumerata kwartalna tygodnika „Mazur” wynosiła 65 fenigów (maksymalnie było 136 prenumeratorów). Nie wystarczyło to jednak na utrzymanie pisma. Na skutek niskiej prenumeraty (w lutym 1884 r. tylko 211 abonentów) oraz nieprzychylnego stosunku władz pruskich do jego pracy wśród Mazurów, na skutek których wycofał się wydawca z Ostródy (Carl Eduard Salewski – zniemczony Mazur), pismo upadło. Po krótkiej przerwie zaczął wydawać w Tylży pismo Mazur Wschodnio-Pruski. Pismo to miało charakter konserwatywny i lojalistyczny. Ukazało się 11 numerów (ostatni 19 listopada 1884 r.).
Dzięki Wojciechowi Kętrzyńskiemu komplet 53 numerów Mazura zachował się we lwowskiej Bibliotece im. Stefanyka (dawne Ossolineum).